# The Mule
The Mule (A Mula BRA ou Correio de Droga POR) é um filme de drama criminal norte-americano de 2018, produzido e dirigido por Clint Eastwood, que também desempenha o papel principal. O roteiro, de Nick Schenk, é baseado no artigo do The New York Times "A mula de drogas de 90 anos do Cartel de Sinaloa", de Sam Dolnick, que conta a história de Leo Sharp, um veterano da Segunda Guerra Mundial que se tornou uma "mula" do Cartel de Sinaloa em seus 80 anos de idade.
Junto com Eastwood, o filme é estrelado por Bradley Cooper, Laurence Fishburne, Michael Peña, Dianne Wiest e Andy García. É o primeiro projeto de Eastwood desde Trouble with the Curve, de 2012, e seu primeiro papel principal em um filme dirigido por ele desde Gran Torino, de 2008. As filmagens começaram em junho de 2018, ocorrendo em Atlanta e Augusta, na Geórgia, com outros locais de filmagem em Las Cruces, Novo México.
The Mule foi lançado nos Estados Unidos em 14 de dezembro de 2018 pela Warner Bros. Pictures. Ele arrecadou mais de US $ 174 milhões e recebeu críticas mistas dos críticos, que o chamaram de "pungente e charmoso" e elogiaram o desempenho de Eastwood, mas também observou a falta de real peso dramático.

## Enredo
Earl Stone (Clint Eastwood), de 80 anos, é um premiado horticultor e veterano da Guerra da Coréia. Em Peoria, Illinois, ele está enfrentando a ruína financeira e está afastado de sua ex-esposa, Mary (Dianne Wiest), e sua filha, Iris (Alison Eastwood), por sempre colocar o trabalho antes da família. Ele ainda é amigo de sua neta, Ginny (Taissa Farmiga), e comparece ao ensaio do casamento dela. Desesperado por dinheiro, ele aceita uma oferta do amigo de uma das damas de honra de Ginny e se torna uma "mula" que transporta cocaína por Illinois para um cartel de drogas mexicano. Enfrentando pouca suspeita devido à sua idade, raça, história criminal impecável e aderência estrita às leis de condução, Earl é confiado a transportar enormes quantidades de drogas e recebe grandes quantias em dinheiro. Com o dinheiro que obtém do tráfico de drogas, ele compra uma nova camionete, resolve seus problemas financeiros, paga pela renovação do VFW e pelo casamento e educação de sua neta. Ele se torna amigável com os membros do cartel, que o chamam de Tata ("avô").
Enquanto isso, uma força-tarefa do Órgão para o Controle/Combate das Drogas (DEA) está se aproximando das entregas do cartel para Chicago. As tensões dentro do cartel surgem quando um tenente sedento de poder assassina o chefe e, subsequentemente, exige que Earl seja mantido sob maior controle. No meio de um grande carregamento de cocaína, Earl descobre que Mary está gravemente doente. Depois que Ginny tem uma conversa séria com ele, ele adia a entrega da droga para fazer as pazes com Mary antes de sua morte, o que provoca a ira do cartel. Ele retoma a entrega quando o DEA e o cartel se aproximam dele.
Earl é espancado e ameaçado pelos executores do cartel, mas eles cedem depois de saber da morte de sua ex-mulher. Enquanto ele se dirige em direção ao ponto de entrega, ele é preso pelos agentes da DEA. Quando Earl se declara culpado de todas as acusações e é mandado para a prisão, sua família lhe mostra seu apoio. Na prisão, ele retorna a sua horticultura.

## Elenco
- Clint Eastwood como Earl Stone
- Bradley Cooper como Colin Bates
- Laurence Fishburne como Carl
- Michael Peña como Trevino
- Dianne Wiest como Mary
- Ignacio Serricchio como Julio
- Andy García como Latón
- Taissa Farmiga como Ginny
- Alison Eastwood como Iris
- Richard Herd como Tim Kennedy
- Manny Montana como Axl
- Noel G. como Bald Rob
- Loren Dean como Agente Brown
- Victor Rasuk como Rico
- Clifton Collins Jr. como Gustavo
- Robert LaSardo como Emilio
- Eugene Cordero como Luis Rocha

## Produção

### Desenvolvimento
O agente especial da DEA, Jeff Moore, que prendeu Leo Sharp, de 87 anos, em 2011, foi entrevistado pelo The New York Times a respeito da investigação a mula de drogas mais idosa e prolífica do mundo. Os direitos do artigo subseqüente "O mula de drogas de 90 anos do Cartel de Sinaloa", escrito por Sam Dolnick, foram vendidos à Imperative Entertainment em 2014.
A Imperative contratou Ruben Fleischer para dirigir e produzir o filme. Em fevereiro de 2015, Nick Schenk foi contratado para adaptar o artigo em um roteiro de cinema.
Em janeiro de 2018, foi revelado que o filme seria intitulado The Mule, e que Clint Eastwood dirigiria o filme, além de produzir e estrelar, para a Warner Bros. Pictures e a Imperative. Entre os produtores estão Eastwood, da Malpaso Productions, juntamente com Tim Moore, Kristina Rivera e Jessica Meier, Dan Friedkin e Bradley Thomas, da Imperative Entertainment. Fleischer foi produtor-executivo.

### Escolha do elenco
Em janeiro de 2018, Eastwood foi escalado para desempenhar o papel de Earl Stone, o protagonista baseado em Leo Sharp, um homem de 90 anos que trabalha como mensageiro de drogas para um cartel mexicano. Em maio de 2018, Bradley Cooper se juntou ao elenco para interpretar o agente da DEA Colin Bates, baseado no agente Jeff Moore, que está perseguindo Stone, e junto com Cooper, Lobo Sebastian também se juntou ao filme. Em junho de 2018, Dianne Wiest e Michael Peña se juntaram ao elenco do filme para interpretar a ex-mulher de Earl Stone e o agente da DEA, parceiro de Bates, respectivamente. Mais elenco também foram confirmados, incluindo Laurence Fishburne como um agente especial da DEA no comando, Alison Eastwood como filha de Stone, Taissa Farmiga como neta de Stone, e Ignacio Serricchio como o negociante do cartel de Stone. Nesse mesmo mês, Loren Dean se juntou ao elenco do filme. Em julho de 2018, Victor Rasuk foi escalado e Manny Montana também foi confirmado.

### Filmagens
A filmagem do filme começou em 4 de junho de 2018 em Atlanta, Roma e Augusta, na Geórgia. Também foi filmado em Las Cruces, Novo México.

## Lançamento
O filme foi lançado em 14 de dezembro de 2018 nos Estados Unidos e lançado em 25 de janeiro de 2019 no Reino Unido. Ele estreou em 10 de dezembro de 2018 em Westwood, Califórnia.

## Mídia Doméstica
The Mule foi lançado em HD digital em 19 de março de 2019 e em 4K UHD Blu-Ray, Blu-Ray e DVD em 2 de abril de 2019. Já está disponível para streaming de vídeo on-line e download digital através da iTunes Store da Apple e do Vudu.

## Recepção

### Bilheteria
The Mule arrecadou US $ 103,8 milhões nos Estados Unidos e no Canadá, e US $ 70,7 milhões em outros territórios, com um total bruto mundial de US $ 174,5 milhões, contra um orçamento de produção de US $ 50 milhões.
Nos Estados Unidos e Canadá, The Mule foi lançado ao lado de Spider-Man: Into the Spider-Verse e Mortal Engines, e foi projetado para arrecadar de US $ 15 a 18 milhões de 2.588 cinemas em seu fim de semana de estréia. Ela faturou US $ 5,9 milhões no primeiro dia e US $ 17,5 milhões no fim de semana, terminando em segundo lugar nas bilheterias e marcando a terceira melhor estréia da carreira de ator de Eastwood, depois do Gran Torino e do Space Cowboys . Ela faturou US $ 9,5 milhões em seu segundo final de semana, terminando em quinto e depois US $ 4,9 milhões no dia de Natal.

### Crítica
No agregador de críticas do Rotten Tomatoes, o filme detém uma classificação de aprovação de 70% com base em 172 avaliações, com uma classificação média de 6,2 / 10. O consenso crítico do site diz: "Uma entrada de Eastwood fracassada e agradável no final do período, The Mule teimosamente mantém o equilíbrio apesar de alguns erros em seu caminho ocasionalmente imprevisível". No Metacritic, o filme tem uma pontuação média ponderada de 58 em 100, com base em 37 críticos, indicando "revisões mistas ou médias". As audiências pesquisadas pelo CinemaScore deram ao filme um grau médio de "A−" em uma escala A + a F, enquanto as do PostTrak deram a ele quatro de cinco estrelas.
David Ehrlich do IndieWire deu ao filme um "B +" e chamou-o de melhor de Eastwood em mais de 25 anos, escrevendo que "este filme cheio de alma e profundamente satisfatório - um conveniente canto do cisne, se é que existe" - argumenta que a mudança é sempre possível e que o caminho em que estamos nunca é tão estreito quanto a estrada faz parecer." Em uma revisão mediana, Peter Debruge, da Variety, escreveu: "É uma grande história verdadeira, contada por Sam Dolnick no The New York Times "